# Tabebuia shaferi
Tabebuia shaferi là một loài thực vật thuộc họ Bignoniaceae. Đây là loài đặc hữu của Cuba. Chúng hiện đang bị đe dọa vì mất môi trường sống.